# Coppa Italia Dilettanti 1990-1991
La Coppa Italia Dilettanti 1990-1991 è stata la 25ª edizione di questa competizione calcistica italiana. È stata disputata con la formula dell'eliminazione diretta ed è stata vinta dal Savona.
Dopo l'entrata in vigore della Legge n. 91 del 23 marzo 1981 che ha abolito il calcio semiprofessionistico, le squadre del Campionato Interregionale (5º livello nazionale, primo dilettantistico) partecipano a questa coppa, assieme a quelle di Promozione (1º livello regionale, 6º nazionale). Il torneo viene diviso in due "binari" per le due categorie con assegnazione delle rispettive Coppe Italia. Le due vincitrici si affrontano poi per l'assegnazione della Coppa Italia Dilettanti.
L'edizione, come detto sopra, è stata vinta dal Savona, che superò in finale in un derby ligure, la Sestrese; le finaliste sconfitte delle due coppe furono Avezzano (Interregionale) e Castrovillari (Promozione).

## Formula
Dal 1981 al 1985 le squadre di Interregionale e Promozione disputavano una fase eliminatoria separata fra le due categorie, riunendosi poi per i quarti di finale, mentre dal 1988 al 1990 si riunivano per la disputa delle semifinali incrociate.
Da questa edizione le squadre delle due categorie (Campionato Interregionale 1990-1991 e Promozione 1990-1991) disputano due coppe diverse con assegnazione delle rispettive Coppe Italia di settore. Le due vincenti si affrontano poi nella finale per la Coppa Italia Dilettanti.

## Partecipanti
Alla finale giungono le vincitrici della fase Interregionale e della fase Promozione.
| Torneo              | Squadra  | Città (provincia)   | Posizione in campionato            |
| ------------------- | -------- | ------------------- | ---------------------------------- |
| fase Interregionale | Savona   | Savona              | 4º nel girone A del Interregionale |
| fase Promozione     | Sestrese | Sestri Ponente (GE) | 2º nel girone A della Liguria      |

### Il cammino delle finaliste
```
Fase Interregionale

PRIMO TURNO:

Ventimiglia
-
Savona
            0-1

Pinerolo
-
Savona
               1-1

Savona
-Intermonregalese       5-1

Savona
-
Saviglianese
           1-1

SECONDO TURNO:

Sammargheritese
-
Savona
        1-2

Savona
-
Valenzana
              1-0

SEDICESIMI:

Savona
-
Aosta
                  3-0 1-2

OTTAVI:

Savona
-Giaveno                2-0 0-1

QUARTI:

Savona
-
Pistoiese
              2-0 0-1

SEMIFINALI:

Savona
-
Darfo Boario
           2-0 4-0

FINALE

Savona
-
Avezzano
               0-0 0-0 
(6-5 
dtr
)
```

```
Fase Promozione

PRIMO TURNO:

Sestrese
-Vezzano               0-0
Migliarinese-
Sestrese
          1-3

SECONDO TURNO:

Sestrese
-C.U.L.M.V.            4-0 1-1

TERZO TURNO:

Sestrese
-Ploaghe               2-0 3-1

TRENTADUESIMI:

Sestrese
-
Forte dei Marmi
       3-0 2-3

SEDICESIMI:

Sestrese
-Trezzano Vigor        1-1 1-0

OTTAVI:

Sestrese
-Sinnai                2-1 2-0

QUARTI:

Sestrese
-Capriolo              2-0 0-0

SEMIFINALI:

Sestrese
-
Miranese
              1-0 0-0

FINALE

Sestrese
-
Castrovillari
         1-0 1-2 
(
gfc
)
```

## Finale
| Arbitro: | Sarrito (Catania) |

| |            | |
| Gatti 30’, 90+3’ | Marcatori  | |
| · Viviani · Mozzone · Carrea · Adda · 70’ Marazzi · Bottari · Bocchi · Cuc · Gatti · 59’ Di Somma · Lentini · A . disposizione: · 59’ Biolzi · 70’ Zaccaria | Formazioni | · Vallebona · Dolcino · Bevilacqua · Pesce · Puppo · Alessio · Mieli · Trentarossi · Prestia · Morris 69’ · Pileddu · A disposizione: · Balboni 69’ |
| Vallongo | Allenatori | Repetto |